# Zakouma Nationaal Park

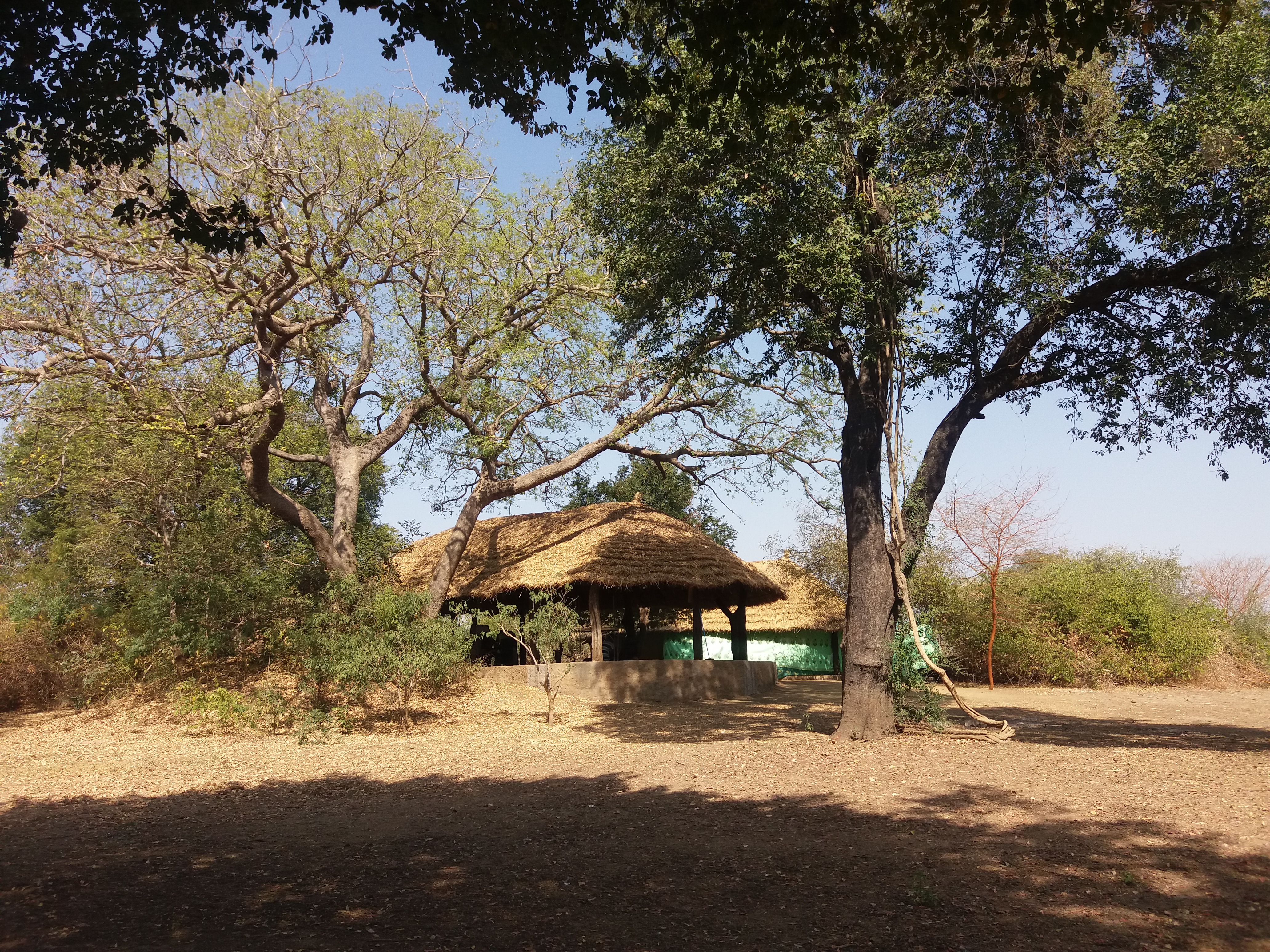
Kamp voor bezoekers

Zakouma Nationaal Park is een beschermd natuurgebied van 3000 km² in het zuidoosten van Tsjaad. Het gebied werd beschermd als nationaal park in 1963. Sinds 2010 wordt het park beheerd door de Tsjadische overheid en de private organisatie African Parks.
Het park bestaat grotendeels uit grasland en verspreide acacia's. Het park herbergt de grootste populatie van olifanten van Tsjaad. Tussen 2000 en 2010 werd het park geteisterd door janjaweed afkomstig uit Darfur in Soedan en werd 90% van de resterende 4000 olifanten er afgeslacht. Sindsdien is er sprake van een herstel van de populatie.